# قائمة نهائيات كأس تونس
يعرض هذا المقال قائمة نهائيات كأس تونس، وهي المسابقة الرسمية للكأس في رياضة كرة القدم في تونس وهي تعتبر اللقب المحلي الثاني من حيث الأهمية بعد الرابطة التونسية المحترفة الأولى. أقيمت أول مسابقة للكأس في موسم 1922–23 خلال فترة الحماية الفرنسية في تونس. أقيم أول نهائي بعد الاستقلال في موفى موسم 1955–56 وفاز به فريق الملعب التونسي. نظمت الكأس منذ ذلك الوقت سنويا باستثناء موسم 1977–78 بسبب مشاركة منتخب تونس في كأس العالم 1978، ولم تكتمل موسم 2001–02 بسبب مشاركة المنتخب في كأس العالم 2002. تقام مباراة النهائي منذ 2001 في الملعب الأولمبي برادس. تدخل 8 فرق للدرجة الأولى (الفرق التي أنهت الموسم الماضي بين المرتبة السابعة والثانية عشر إضافة إلى الفريقين الصاعدين من الدرجة الثانية) المسابقة في دور الـ32 وتلحقها في الدور التالي الستة فرق الأخرى. بطل كأس تونس يتأهل بشكل مباشر إلى كأس كأس الكونفيدرالية الإفريقية، أما إذا كان بطل الكأس هو نفسه بطل الرابطة التونسية المحترفة الأولى في ذلك الموسم أو مشاركا في دوري أبطال إفريقيا، فإن النادي الذي لعب النهائي هو الذي يعوضه في المسابقة الخارجية. الترجي الرياضي التونسي هو النادي الأكثر تتويجا بلقب كأس تونس 5 مرة كرقم قياسي.

## النهائيات

### قبل الاستقلال
| رقم | الموسم  | البطل                         | النتيجة         | الوصيف                   | التاريخ             | الملعب           | مصادر           |
| --- | ------- | ----------------------------- | --------------- | ------------------------ | ------------------- | ---------------- | --------------- |
| 1   | 1922–23 | نادي الطليعة                  | 1–0             | راسينغ كلوب              | 27 مايو 1923        |                  | [ 1 ]           |
| 2   | 1923–24 | راسينغ كلوب                   | 2–1             | نادي سبورتينغ تونس       | 30 مارس 1924        |                  | [ 2 ]           |
| 3   | 1924–25 | الملعب الغولي                 | 2–0             | راسينغ كلوب              | 29 مارس 1925        |                  | [ 3 ]           |
| 4   | 1925–26 | نادي سبورتينغ تونس            | 2–1             | النادي الوطني ببنزرت     | 14 مارس 1926        | ملعب فيلودروم    | [ 4 ]           |
| 5   | 1926–27 | الملعب الغولي                 | 2–1             | نادي سبورتينغ تونس       | 13 فبراير 1927      | ملعب فيلودروم    | [ 5 ]           |
| —   | 1927–28 | لم تلعب                       | لم تلعب         | لم تلعب                  | لم تلعب             | لم تلعب          | لم تلعب         |
| —   | 1928–29 | لم تلعب                       | لم تلعب         | لم تلعب                  | لم تلعب             | لم تلعب          | لم تلعب         |
| 6   | 1929–30 | الاتحاد الرياضي التونسي       | 2–1             | نادي سبورتينغ تونس       | 24 مايو 1930        | ملعب فيلودروم    | [ 6 ]           |
| 7   | 1930–31 | الاتحاد الرياضي التونسي       | دورة روبن       | —                        | 1931                | ملعب فيلودروم    | [ 7 ]           |
| 8   | 1931–32 | راسينغ كلوب                   | 1–1 (5–0)       | نادي سبورتينغ تونس       | 1932                | ملعب فيلودروم    | [ 8 ]           |
| 9   | 1932–33 | الاتحاد الرياضي التونسي       | 2–1             | الملعب الغولي            | 7 مايو 1933         | ملعب فيلودروم    | [ 9 ]           |
| 10  | 1933–34 | الاتحاد الرياضي التونسي       | 1–1 (2–1)       | سبورتينغ فيريفيل         | 1934                | ملعب فيلودروم    | [ 10 ]          |
| 11  | 1934–35 | الاتحاد الرياضي التونسي       | 3–0             | نادي سبورتينغ تونس       | 1935                | ملعب فيلودروم    | [ 11 ]          |
| 12  | 1935–36 | نادي إيطاليا تونس             | 1–0             | شبيبة حمام الأنف         | 14 يونيو 1936       | ملعب تونس البلدي | [ 12 ]          |
| 13  | 1936–37 | الملعب الغولي                 | 1–0             | الترجي الرياضي التونسي   | 9 مايو 1937         | ملعب تونس البلدي | [ 13 ]          |
| 14  | 1937–38 | نادي سبورتينغ تونس            | 0–0 (2–0)       | راسينغ كلوب              | 9 مايو–15 مايو 1938 | ملعب تونس البلدي | [ 14 ]          |
| 15  | 1938–39 | الترجي الرياضي التونسي        | 3–1             | النجم الرياضي الساحلي    | 28 مايو 1939        | ملعب تونس البلدي | [ 15 ]          |
| —   | 1939–40 | لم تلعب                       | لم تلعب         | لم تلعب                  | لم تلعب             | لم تلعب          | لم تلعب         |
| —   | 1940–41 | لم تلعب                       | لم تلعب         | لم تلعب                  | لم تلعب             | لم تلعب          | لم تلعب         |
| 16  | 1941–42 | الملعب الأفريقي بمنزل بورقيبة | 4–1             | الاتحاد الرياضي الباجي   | 28 أبريل 1942       | ملعب فيلودروم    | [ 16 ]          |
| —   | 1942–43 | لم تلعب                       | لم تلعب         | لم تلعب                  | لم تلعب             | لم تلعب          | لم تلعب         |
| —   | 1943–44 | لم تلعب                       | لم تلعب         | لم تلعب                  | لم تلعب             | لم تلعب          | لم تلعب         |
| 17  | 1944–45 | نادي أولمبيك تونس             | 0–0 (1–0)       | الترجي الرياضي التونسي   | 1945                | ملعب فيلودروم    | [ 17 ]          |
| 18  | 1945–46 | النادي الوطني ببنزرت          | 3–1             | النجم الرياضي الساحلي    | 1946                |                  | [ 18 ]          |
| 19  | 1946–47 | النادي الرياضي لحمام الأنف    | 2–1             | الترجي الرياضي التونسي   | 4 مايو 1947         |                  | [ 19 ]          |
| 20  | 1947–48 | النادي الرياضي لحمام الأنف    | 2–0             | النادي الوطني ببنزرت     | 1948                | ملعب جيو أندريه  | [ 20 ]          |
| 21  | 1948–49 | النادي الرياضي لحمام الأنف    | 1–0             | النادي الرياضي البنزرتي  | 1949                | ملعب جيو أندريه  | [ 21 ]          |
| 22  | 1949–50 | النادي الرياضي لحمام الأنف    | 3–0             | النجم الرياضي الساحلي    | 1950                | ملعب جيو أندريه  | [ 22 ]          |
| 23  | 1950–51 | النادي الرياضي لحمام الأنف    | 2–0             | النادي الرياضي البنزرتي  | 6 مايو 1951         | ملعب جيو أندريه  | [ 23 ]          |
| —   | 1951–52 | تم إلغاء النسخة               | تم إلغاء النسخة | تم إلغاء النسخة          | تم إلغاء النسخة     | تم إلغاء النسخة  | تم إلغاء النسخة |
| —   | 1952–53 | تم إلغاء النسخة               | تم إلغاء النسخة | تم إلغاء النسخة          | تم إلغاء النسخة     | تم إلغاء النسخة  | تم إلغاء النسخة |
| 24  | 1953–54 | النادي الرياضي لحمام الأنف    | 1–0             | النجم الرياضي الساحلي    | 1954                | ملعب جيو أندريه  | [ 24 ]          |
| 25  | 1954–55 | النادي الرياضي لحمام الأنف    | 2–1             | نادي سكك الحديد الصفاقسي | 1 مايو 1955         | ملعب جيو أندريه  | [ 25 ]          |

### بعد الاستقلال
|  | مباريات حُسِمت بالركلات الترجيحية                             |
|  | مباريات حُسِمت بعد الوقت الإضافي                              |
|  | مباريات حُسِمت بعد الإعادة                                    |
|  | مباريات حُسِمت بنظام الركنيات بعد التعادل في المباراة الثانية |

- إعادة المباريات: كانت عمليات الإعادة تستخدم لتحديد الفائز في دورة خروج المغلوب عندما تنتهي مباراة الذهاب بالتعادل، وفي حاله إستمرار التعادل في المباراة الثانية، يعتبر الفريق الذي لعب أكثر عدد من الركنيات هو الفريق الفائز إذ تم تطبيق هذا القانون مرتين في تاريخ نهائيات كأس تونس عامي 1970 و1976 وتم إعادة المباريات بعد التعادل 7 مرات.
- ركلات الجزاء الترجيحية: تم تطبيق قانون ركلات الجزاء الترجيحية في الدور ثمن النهائي من كأس تونس في نسخة 1976–77 في المباراة التي جمعت النجم الأولمبي لحلق الوادي والكرم ونادي الملعب التونسي الذي تفوق بنتيجة 4–3، بالنسبة للمباريات النهائية 9 مباريات حُسِمت بالركلات الترجيحية كان أولها نهائي 1984 بين البطل مستقبل المرسى والوصيف النادي الصفاقسي.

| رقم | الموسم  | البطل | النتيجة                                                                                                  | الوصيف                                                                                                   | الحكم | التاريخ                                                                                                  | الملعب                                                                                                   | مصادر |
| --- | ------- | --- | --- | --- | --- | --- | --- | --- |
| 26  | 1955–56 | الملعب التونسي                                                                                           | 3–1 | النادي الإفريقي                                                                                          | علي المدب                                                                                                | 10 يونيو 1956                                                                                            | ملعب الشاذلي زويتن                                                                                       | [ 26 ]                                                                                                   |
| 27  | 1956–57 | الترجي التونسي                                                                                           | 2–1 | النجم الساحلي                                                                                            | البحري بن سعيد                                                                                           | 31 مارس 1957                                                                                             | ملعب الشاذلي زويتن                                                                                       | [ 27 ]                                                                                                   |
| 28  | 1957–58 | الملعب التونسي                                                                                           | 2–0 | النجم الساحلي                                                                                            | مصطفى بلخواص                                                                                             | 8 يونيو 1958                                                                                             | ملعب الشاذلي زويتن                                                                                       | [ 28 ]                                                                                                   |
| 29  | 1958–59 | النجم الساحلي                                                                                            | 2–2 (3–2)                                                                                                | الترجي التونسي                                                                                           | غيسيب أدامي كلود بلوم                                                                                    | 1مايو، 31 مايو 1959                                                                                      | ملعب الشاذلي زويتن                                                                                       | [ 29 ]                                                                                                   |
| 30  | 1959–60 | الملعب التونسي                                                                                           | 2–0 | النجم الساحلي                                                                                            | البحري بن سعيد                                                                                           | 29 مايو 1960                                                                                             | ملعب الشاذلي زويتن                                                                                       | [ 30 ]                                                                                                   |
| 31  | 1960–61 | مستقبل المرسى                                                                                            | 0–0 (3–0)                                                                                                | الملعب التونسي                                                                                           | مصطفى بلخواص                                                                                             | 23 أبريل، 28 مايو 1961                                                                                   | ملعب الشاذلي زويتن                                                                                       | [ 31 ]                                                                                                   |
| 32  | 1961–62 | الملعب التونسي                                                                                           | 1–1 (1–0)                                                                                                | الملعب السوسي                                                                                            | مصطفى بلخواص                                                                                             | 13 مايو، 10 يونيو 1962                                                                                   | ملعب الشاذلي زويتن                                                                                       | [ 32 ]                                                                                                   |
| 33  | 1962–63 | النجم الساحلي                                                                                            | 0–0 (2–1)                                                                                                | النادي الإفريقي                                                                                          | فيكتور حبيب                                                                                              | 19 مايو 1963                                                                                             | ملعب الشاذلي زويتن                                                                                       | [ 33 ]                                                                                                   |
| 34  | 1963–64 | الترجي التونسي                                                                                           | 1–0 | نادي حمام الأنف                                                                                          | البحري بن سعيد                                                                                           | 10 مايو 1964                                                                                             | ملعب الشاذلي زويتن                                                                                       | [ 34 ]                                                                                                   |
| 35  | 1964–65 | النادي الإفريقي                                                                                          | 0–0 (2–1)                                                                                                | مستقبل المرسى                                                                                            | الهادي عبد القادر                                                                                        | 16مايو، 6 يونيو 1965                                                                                     | ملعب الشاذلي زويتن                                                                                       | [ 35 ]                                                                                                   |
| 36  | 1965–66 | الملعب التونسي                                                                                           | 1–0 | مستقبل المرسى                                                                                            | منصف بن علي                                                                                              | 22 مايو 1966                                                                                             | ملعب الشاذلي زويتن                                                                                       | [ 36 ]                                                                                                   |
| 37  | 1966–67 | النادي الإفريقي                                                                                          | 2–0 (ب.و.إ.)                                                                                             | النجم الساحلي                                                                                            | مصطفى داود                                                                                               | 1 يونيو 1967                                                                                             | الملعب الأولمبي المنزه                                                                                   | [ 37 ]                                                                                                   |
| 38  | 1967–68 | النادي الإفريقي                                                                                          | 3–2 | سكك الحديد الصفاقسي                                                                                      | الهادي زروق                                                                                              | 23 يونيو 1968                                                                                            | الملعب الأولمبي المنزه                                                                                   | [ 38 ]                                                                                                   |
| 39  | 1968–69 | النادي الإفريقي                                                                                          | 2–0 | الترجي التونسي                                                                                           | محمد التواتي                                                                                             | 13 يوليو 1969                                                                                            | الملعب الأولمبي المنزه                                                                                   | [ 39 ]                                                                                                   |
| 40  | 1969–70 | النادي الإفريقي                                                                                          | 0–0 (0–0 / 5–3)                                                                                          | مستقبل المرسى                                                                                            | الهادي عتيڨ                                                                                              | 7 يونيو، 20 يونيو 1970                                                                                   | الملعب الأولمبي المنزه                                                                                   | [ 40 ]                                                                                                   |
| 41  | 1970–71 | النادي الصفاقسي                                                                                          | 1–0 | الترجي التونسي                                                                                           | بورزقي[من؟]                                                                                              | 13 يونيو 1971                                                                                            | الملعب الأولمبي المنزه                                                                                   | [ 41 ]                                                                                                   |
| 42  | 1971–72 | النادي الإفريقي                                                                                          | 1–0 (ب.و.إ.)                                                                                             | الملعب التونسي                                                                                           | فرانشيسكو فرانسيسكون                                                                                     | 9 يوليو 1972                                                                                             | الملعب الأولمبي المنزه                                                                                   | [ 42 ]                                                                                                   |
| 43  | 1972–73 | النادي الإفريقي                                                                                          | 1–0 | المستقبل بالمرسى                                                                                         | محمد القادري                                                                                             | 17 يونيو 1973                                                                                            | الملعب الأولمبي المنزه                                                                                   | [ 43 ]                                                                                                   |
| 44  | 1973–74 | النجم الساحلي                                                                                            | 1–0 | النادي الإفريقي                                                                                          | لوسيانو جانيتي                                                                                           | 26 مايو 1974                                                                                             | الملعب الأولمبي المنزه                                                                                   | [ 44 ]                                                                                                   |
| 45  | 1974–75 | النجم الساحلي                                                                                            | 1–1 (3–0)                                                                                                | مكارم المهدية                                                                                            | علي الدريدي فيتال لورون                                                                                  | 8 يونيو، 28 يونيو 1975                                                                                   | الملعب الأولمبي المنزه                                                                                   | [ 45 ]                                                                                                   |
| 46  | 1975–76 | النادي الإفريقي                                                                                          | 1–1 (0–0 / 3–1)                                                                                          | الترجي التونسي                                                                                           | إيريك ليانمار                                                                                            | 13 يونيو، 4 يوليو 1976                                                                                   | الملعب الأولمبي المنزه                                                                                   | [ 46 ]                                                                                                   |
| 47  | 1976–77 | مستقبل المرسى                                                                                            | 3–0 | النادي الصفاقسي                                                                                          | دومينيكو سيرافيني                                                                                        | 25 يونيو 1977                                                                                            | الملعب الأولمبي المنزه                                                                                   | [ 47 ]                                                                                                   |
| —   | 1977–78 | تم التخلي عن مسابقة الكأس بسبب مشاركة المنتخب التونسي في كأس العالم 1978 وتم تعويضها بدورة حمدة العواني. | تم التخلي عن مسابقة الكأس بسبب مشاركة المنتخب التونسي في كأس العالم 1978 وتم تعويضها بدورة حمدة العواني. | تم التخلي عن مسابقة الكأس بسبب مشاركة المنتخب التونسي في كأس العالم 1978 وتم تعويضها بدورة حمدة العواني. | تم التخلي عن مسابقة الكأس بسبب مشاركة المنتخب التونسي في كأس العالم 1978 وتم تعويضها بدورة حمدة العواني. | تم التخلي عن مسابقة الكأس بسبب مشاركة المنتخب التونسي في كأس العالم 1978 وتم تعويضها بدورة حمدة العواني. | تم التخلي عن مسابقة الكأس بسبب مشاركة المنتخب التونسي في كأس العالم 1978 وتم تعويضها بدورة حمدة العواني. | تم التخلي عن مسابقة الكأس بسبب مشاركة المنتخب التونسي في كأس العالم 1978 وتم تعويضها بدورة حمدة العواني. |
| 48  | 1978–79 | الترجي التونسي                                                                                           | 0–0 (3–2)                                                                                                | سكك الحديد الصفاقسي                                                                                      | العيساوي بودبوس                                                                                          | 17 يونيو، 24 يونيو 1979                                                                                  | الملعب الأولمبي المنزه                                                                                   | [ 49 ]                                                                                                   |
| 49  | 1979–80 | الترجي التونسي                                                                                           | 2–0 | النادي الإفريقي                                                                                          | العيساوي بودبوس                                                                                          | 24 مايو 1980                                                                                             | الملعب الأولمبي المنزه                                                                                   | [ 50 ]                                                                                                   |
| 50  | 1980–81 | النجم الساحلي                                                                                            | 3–1 | الملعب التونسي                                                                                           | علي الدريدي                                                                                              | 2 يونيو 1981                                                                                             | الملعب الأولمبي المنزه                                                                                   | [ 51 ]                                                                                                   |
| 51  | 1981–82 | النادي البنزرتي                                                                                          | 1–0 | النادي الإفريقي                                                                                          | ناجي الجويني                                                                                             | 2 يونيو 1982                                                                                             | الملعب الأولمبي المنزه                                                                                   | [ 52 ]                                                                                                   |
| 52  | 1982–83 | النجم الساحلي                                                                                            | 2–1 (ب.و.إ.)                                                                                             | مستقبل المرسى                                                                                            | علي بن ناصر                                                                                              | 5 يونيو 1983                                                                                             | الملعب الأولمبي المنزه                                                                                   | [ 53 ]                                                                                                   |
| 53  | 1983–84 | مستقبل المرسى                                                                                            | 0–0 (5–4 ج.)                                                                                             | النادي الصفاقسي                                                                                          | العربي الوسلاتي                                                                                          | 5 يونيو 1984                                                                                             | الملعب الأولمبي المنزه                                                                                   | [ 54 ]                                                                                                   |
| 54  | 1984–85 | نادي حمام الأنف                                                                                          | 0–0 (3–2 ج.)                                                                                             | النادي الإفريقي                                                                                          | ناصر الكريِّم                                                                                              | 1 يونيو 1985                                                                                             | الملعب الأولمبي المنزه                                                                                   | [ 55 ]                                                                                                   |
| 55  | 1985–86 | الترجي التونسي                                                                                           | 0–0 (4–1 ج.)                                                                                             | النادي الإفريقي                                                                                          | محمد الشرڨي                                                                                              | 15 يونيو 1986                                                                                            | الملعب الأولمبي المنزه                                                                                   | [ 56 ]                                                                                                   |
| 56  | 1986–87 | النادي البنزرتي                                                                                          | 1–0 | مستقبل المرسى                                                                                            | رشيد بن خديجة                                                                                            | 14 يونيو 1987                                                                                            | الملعب الأولمبي المنزه                                                                                   | [ 57 ]                                                                                                   |
| 57  | 1987–88 | النادي الأولمبي للنقل                                                                                    | 1–1 (5–4 ج.)                                                                                             | النادي الإفريقي                                                                                          | الحبيب ميموني                                                                                            | 19 يونيو 1988                                                                                            | الملعب الأولمبي المنزه                                                                                   | [ 58 ]                                                                                                   |
| 58  | 1988–89 | الترجي التونسي                                                                                           | 2–0 | النادي الإفريقي                                                                                          | كلود بوليت                                                                                               | 24 ديسمبر 1989                                                                                           | الملعب الأولمبي المنزه                                                                                   | [ 59 ]                                                                                                   |
| 59  | 1989–90 | المستقبل بالمرسى                                                                                         | 3–2 | الملعب التونسي                                                                                           | فتحي بوستة                                                                                               | 28 يونيو 1990                                                                                            | الملعب الأولمبي المنزه                                                                                   | [ 60 ]                                                                                                   |
| 60  | 1990–91 | الترجي التونسي                                                                                           | 2–1 | النجم الساحلي                                                                                            | ألان سارس                                                                                                | 8 ديسمبر 1991                                                                                            | الملعب الأولمبي المنزه                                                                                   | [ 61 ]                                                                                                   |
| 61  | 1991–92 | النادي الإفريقي                                                                                          | 2–1 | الملعب التونسي                                                                                           | رشيد بن خديجة                                                                                            | 21 يونيو 1992                                                                                            | الملعب الأولمبي المنزه                                                                                   | [ 62 ]                                                                                                   |
| 62  | 1992–93 | الأولمبي الباجي                                                                                          | 0–0 (3–1 ج.)                                                                                             | مستقبل المرسى                                                                                            | عبد الرزاق السديري                                                                                       | 13 يونيو 1993                                                                                            | الملعب الأولمبي المنزه                                                                                   | [ 63 ]                                                                                                   |
| 63  | 1993–94 | المستقبل بالمرسى                                                                                         | 1–0 | النجم الساحلي                                                                                            | فريد الصالحي                                                                                             | 26 يونيو 1994                                                                                            | الملعب الأولمبي المنزه                                                                                   | [ 64 ]                                                                                                   |
| 64  | 1994–95 | النادي الصفاقسي                                                                                          | 2–1 | الأولمبي الباجي                                                                                          | زبير بو نويرة                                                                                            | 1 يوليو 1995                                                                                             | الملعب الأولمبي المنزه                                                                                   | [ 65 ]                                                                                                   |
| 65  | 1995–96 | النجم الساحلي                                                                                            | 2–1 | الشبيبة القيروانية                                                                                       | علالة المالكي                                                                                            | 6 يوليو 1996                                                                                             | الملعب الأولمبي المنزه                                                                                   | [ 66 ]                                                                                                   |
| 66  | 1996–97 | الترجي التونسي                                                                                           | 1–0 | النادي الصفاقسي                                                                                          | مراد الدعمي                                                                                              | 21 يونيو 1997                                                                                            | الملعب الأولمبي المنزه                                                                                   | [ 67 ]                                                                                                   |
| 67  | 1997–98 | النادي الإفريقي                                                                                          | 1–1 (4–3 ج.)                                                                                             | الأولمبي الباجي                                                                                          | رشيد بروني                                                                                               | 3 مايو 1998                                                                                              | الملعب الأولمبي المنزه                                                                                   | [ 68 ]                                                                                                   |
| 68  | 1998–99 | الترجي التونسي                                                                                           | 2–1 (ب.و.إ.)                                                                                             | النادي الإفريقي                                                                                          | بييرلويجي كولينا                                                                                         | 1 يوليو 1999                                                                                             | الملعب الأولمبي المنزه                                                                                   | [ 69 ]                                                                                                   |
| 69  | 1999–00 | النادي الإفريقي                                                                                          | 0–0 (4–2 ج.)                                                                                             | النادي الصفاقسي                                                                                          | رضا بوغليا                                                                                               | 22 أكتوبر 2000                                                                                           | الملعب الأولمبي المنزه                                                                                   | [ 70 ]                                                                                                   |
| 70  | 2000–01 | نادي حمام الأنف                                                                                          | 1–0 | النجم الساحلي                                                                                            | محمد كزاز                                                                                                | 6 يوليو 2001                                                                                             | الملعب الأولمبي برادس                                                                                    | [ 71 ]                                                                                                   |
| —   | 2001–02 | تم التخلي عن مسابقة الكأس يوم 19 فبراير 2002 بسبب مشاركة المنتخب التونسي في كأس العالم 2002.             | تم التخلي عن مسابقة الكأس يوم 19 فبراير 2002 بسبب مشاركة المنتخب التونسي في كأس العالم 2002.             | تم التخلي عن مسابقة الكأس يوم 19 فبراير 2002 بسبب مشاركة المنتخب التونسي في كأس العالم 2002.             | تم التخلي عن مسابقة الكأس يوم 19 فبراير 2002 بسبب مشاركة المنتخب التونسي في كأس العالم 2002.             | تم التخلي عن مسابقة الكأس يوم 19 فبراير 2002 بسبب مشاركة المنتخب التونسي في كأس العالم 2002.             | تم التخلي عن مسابقة الكأس يوم 19 فبراير 2002 بسبب مشاركة المنتخب التونسي في كأس العالم 2002.             | تم التخلي عن مسابقة الكأس يوم 19 فبراير 2002 بسبب مشاركة المنتخب التونسي في كأس العالم 2002.             |
| 71  | 2002–03 | الملعب التونسي                                                                                           | 1–0 | النادي الإفريقي                                                                                          | هشام قيراط                                                                                               | 15 يونيو 2003                                                                                            | الملعب الأولمبي برادس                                                                                    | [ 73 ]                                                                                                   |
| 72  | 2003–04 | النادي الصفاقسي                                                                                          | 2–0 (ب.و.إ.)                                                                                             | الترجي التونسي                                                                                           | ماتيو تريفولوني                                                                                          | 20 نوفمبر 2004                                                                                           | الملعب الأولمبي برادس                                                                                    | [ 74 ]                                                                                                   |
| 73  | 2004–05 | الترجي الجرجيسي                                                                                          | 2–0 | الترجي التونسي                                                                                           | هشام قيراط                                                                                               | 22 مايو 2005                                                                                             | الملعب الأولمبي برادس                                                                                    | [ 75 ]                                                                                                   |
| 74  | 2005–06 | الترجي التونسي                                                                                           | 2–2 (5–4 ج.)                                                                                             | النادي الإفريقي                                                                                          | ريني روغالا                                                                                              | 12 مايو 2006                                                                                             | الملعب الأولمبي برادس                                                                                    | [ 76 ]                                                                                                   |
| 75  | 2006–07 | الترجي التونسي                                                                                           | 2–1 | النادي البنزرتي                                                                                          | إيكاردو غونزاليس                                                                                         | 20 مايو 2007                                                                                             | الملعب الأولمبي برادس                                                                                    | [ 77 ]                                                                                                   |
| 76  | 2007–08 | الترجي التونسي                                                                                           | 2–1 | النجم الساحلي                                                                                            | فلوريان ماير                                                                                             | 6 يوليو 2008                                                                                             | الملعب الأولمبي برادس                                                                                    | [ 78 ]                                                                                                   |
| 77  | 2008–09 | النادي الصفاقسي                                                                                          | 1–0 (ب.و.إ.)                                                                                             | الاتحاد المنستيري                                                                                        | سليم الجديدي                                                                                             | 23 مايو 2009                                                                                             | الملعب الأولمبي برادس                                                                                    | [ 79 ]                                                                                                   |
| 78  | 2009–10 | الأولمبي الباجي                                                                                          | 1–0 | النادي الصفاقسي                                                                                          | سليم الجديدي                                                                                             | 22 مايو 2010                                                                                             | الملعب الأولمبي برادس                                                                                    | [ 80 ]                                                                                                   |
| 79  | 2010–11 | الترجي التونسي                                                                                           | 1–0 | النجم الساحلي                                                                                            | محمد سعيد القربي                                                                                         | 25 يوليو 2011                                                                                            | الملعب الأولمبي برادس                                                                                    | [ 81 ]                                                                                                   |
| 80  | 2011–12 | النجم الساحلي                                                                                            | 1–0 | النادي الصفاقسي                                                                                          | سليم بلخواص                                                                                              | 11 أغسطس 2013                                                                                            | الملعب الأولمبي برادس                                                                                    | [ 82 ]                                                                                                   |
| 81  | 2012–13 | النادي البنزرتي                                                                                          | 2–1 | مستقبل المرسى                                                                                            | محمد بن حسان                                                                                             | 15 يونيو 2013                                                                                            | ملعب الشاذلي زويتن                                                                                       | [ 83 ]                                                                                                   |
| 82  | 2013–14 | النجم الساحلي                                                                                            | 1–0 | النادي الصفاقسي                                                                                          | يوسف السرايري                                                                                            | 27 يونيو 2014                                                                                            | الملعب الأولمبي برادس                                                                                    | [ 84 ]                                                                                                   |
| 83  | 2014–15 | النجم الساحلي                                                                                            | 4–3 | الملعب القابسي                                                                                           | أمير لوصيف                                                                                               | 29 أغسطس 2015                                                                                            | الملعب الأولمبي برادس                                                                                    | [ 85 ]                                                                                                   |
| 84  | 2015–16 | الترجي التونسي                                                                                           | 2–0 | النادي الإفريقي                                                                                          | هيثم قيراط                                                                                               | 27 أغسطس 2016                                                                                            | الملعب الأولمبي برادس                                                                                    | [ 86 ]                                                                                                   |
| 85  | 2016–17 | النادي الإفريقي                                                                                          | 1–0 | اتحاد بن ڨردان                                                                                           | الصادق السالمي                                                                                           | 17 يونيو 2017                                                                                            | الملعب الأولمبي برادس                                                                                    | [ 87 ]                                                                                                   |
| 86  | 2017–18 | النادي الإفريقي                                                                                          | 4–1 | النجم الساحلي                                                                                            | يوسف السرايري                                                                                            | 13 مايو 2018                                                                                             | الملعب الأولمبي برادس                                                                                    | [ 88 ]                                                                                                   |
| 87  | 2018–19 | النادي الصفاقسي                                                                                          | 0–0 (5–4 ج.)                                                                                             | النجم الساحلي                                                                                            | نعيم حسني                                                                                                | 17 أغسطس 2019                                                                                            | الملعب الأولمبي برادس                                                                                    | [ 89 ]                                                                                                   |
| 88  | 2019–20 | الاتحاد المنستيري                                                                                        | 2–0 | الترجي التونسي                                                                                           | الصادق السالمي                                                                                           | 27 سبتمبر 2020                                                                                           | ملعب مصطفى بن جنات                                                                                       | [ 90 ]                                                                                                   |
| 89  | 2020–21 | النادي الصفاقسي                                                                                          | 0–0 (5–4 ج.)                                                                                             | النادي الإفريقي                                                                                          | محرز المالكي                                                                                             | 27 يونيو 2021                                                                                            | الملعب البلدي جربة ميدون                                                                                 | [ 91 ]                                                                                                   |
| 90  | 2021–22 | النادي الصفاقسي                                                                                          | 2–0 | مستقبل المرسى                                                                                            | يسري بوعلي                                                                                               | 10 سبتمبر 2022                                                                                           | الملعب الأولمبي برادس                                                                                    | [ 92 ]                                                                                                   |
| 91  | 2022–23 | الأولمبي الباجي                                                                                          | 1–0 | الترجي التونسي                                                                                           | هيثم قيراط                                                                                               | 28 مايو 2023                                                                                             | الملعب الأولمبي برادس                                                                                    | [ 93 ]                                                                                                   |
| 92  | 2023–24 | الملعب التونسي                                                                                           | 2–0 | النادي البنزرتي                                                                                          | سيف المالكي                                                                                              | 30 يونيو 2024                                                                                            | الملعب الأولمبي برادس                                                                                    | [ 94 ]                                                                                                   |
| 93  | 2024–25 | الترجي التونسي                                                                                           | 1–0 | الملعب التونسي                                                                                           | أسامة بن إسحاق                                                                                           | 1 يونيو 2025                                                                                             | الملعب الأولمبي برادس                                                                                    | — |

## الإحصائيات

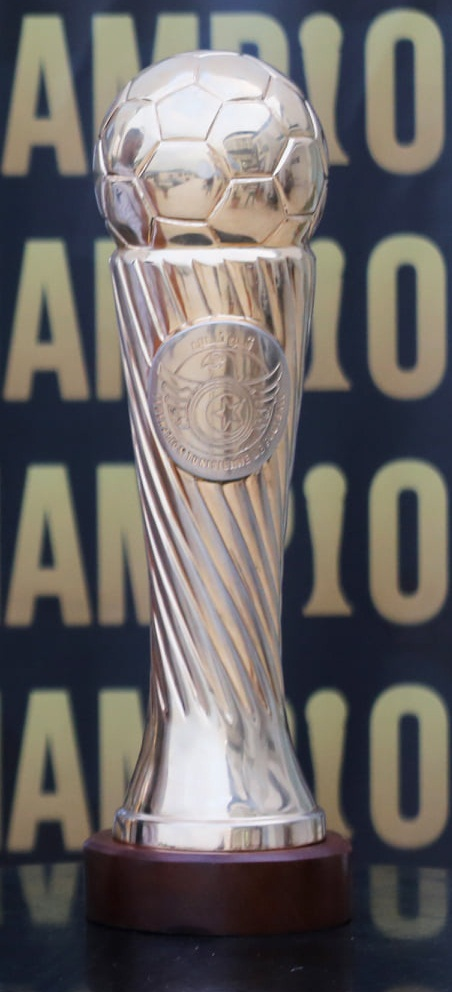
رمز كأس تونس الحالي

### إحصائيات عامة
- الأكثر تتويجا: الترجي الرياضي التونسي (16 مرة)
- الأكثر وصافة: النجم الرياضي الساحلي (15 مرة)
- الأكثر لعب للنهائيات: الترجي الرياضي التونسي، النادي الإفريقي (27 نهائي)
- أكثر لاعب سجل في المباريات النهائية: بغداد بونجاح (4 أهداف؛ نهائي 2013–14 ونهائي 2014–15)
- أسرع هدف في المباريات النهائية: عبد الوهاب الطرابلسي  1' (نهائي 1970–71)
- أبطئ هدف في المباريات النهائية: عصام المرداسي  120' (نهائي 2008–09)
- هاتريك (3 أهداف في المباراة): بغداد بونجاح (3 أهداف؛ نهائي 2014–15)
- الحكام الأكثر خوضا للمباريات النهائية: البحري بن سعيد ومصطفى بلخوا (3 مباريات)
- النهائي ذو أكثر عدد من الأهداف: 7 أهداف (النجم الرياضي الساحلي 4–3 الملعب القابسي؛ نهائي 2014–15)
- أكبر فوز: النادي الإفريقي 4–1 ضد النجم الرياضي الساحلي (نهائي 2016–17)
- الملعب الأكثر إحتضانا للنهائي: الملعب الأولمبي بالمنزه (33 نهائي)

### حسب النادي
| النادي                        | البطل | الوصيف | المجموع | سنوات البطولة | سنوات الوصافة |
| ----------------------------- | ----- | ------ | ------- | --- | --- |
| الترجي الرياضي التونسي        | 16    | 11     | 27      | 1938–39، 1956–57، 1963–64، 1978–79، 1979–80، 1985–86، 1988–89، 1990–91، 1996–97، 1998–99، 2005–06، 2006–07، 2007–08، 2010–11، 2015–16، 2024–25 | 1936–37، 1944–45، 1946–47، 1958–59، 1968–69، 1970–71، 1975–76، 2003–04، 2004–05، 2019–20، 2022–23                                     |
| النادي الإفريقي               | 13    | 14     | 27      | 1964–65، 1966–67، 1967–68، 1968–69، 1969–70، 1971–72، 1972–73، 1975–76، 1991–92، 1997–98، 1999–00، 2016–17، 2017–18                            | 1955–56، 1962–63، 1973–74، 1979–80، 1981–82، 1984–85، 1985–86، 1987–88، 1988–89، 1998–99، 2002–03، 2005–06، 2015–16، 2020–21          |
| النجم الرياضي الساحلي         | 10    | 15     | 25      | 1958–59، 1962–63، 1973–74، 1974–75، 1980–81، 1982–83، 1995–96، 2011–12، 2013–14، 2014–15                                                       | 1938–39، 1945–46، 1949–50، 1953–54، 1956–57، 1957–58، 1959–60، 1966–67، 1990–91، 1993–94، 2000–01، 2007–08، 2010–11، 2017–18، 2018–19 |
| النادي الرياضي لحمام الأنف    | 9     | 1      | 10      | 1946–47، 1947–48، 1948–49، 1949–50، 1950–51، 1953–54، 1954–55، 1984–85، 2000–01                                                                | 1963–64 |
| النادي الرياضي الصفاقسي       | 7     | 7      | 14      | 1970–71، 1994–95، 2003–04، 2008–09، 2018–19، 2020–21، 2021–22                                                                                  | 1976–77، 1983–84، 1996–97، 1999–00، 2009–10، 2011–12، 2013–14                                                                         |
| الملعب التونسي                | 7     | 5      | 12      | 1955–56، 1957–58، 1959–60، 1961–62، 1965–66، 2002–03، 2023–24                                                                                  | 1960–61، 1971–72، 1980–81، 1989–90، 2024–25                                                                                           |
| المستقبل الرياضي بالمرسى      | 5     | 9      | 14      | 1960–61، 1976–77، 1983–84، 1989–90، 1993–94 | 1964–65، 1965–66، 1969–70، 1972–73، 1982–83، 1986–87، 1992–93، 2012–13، 2021–22                                                       |
| الاتحاد الرياضي التونسي       | 5     | 0      | 5       | 1929–30، 1930–31، 1932–33، 1933–34، 1934–35 | |
| النادي الرياضي البنزرتي       | 3     | 4      | 7       | 1981–82، 1986–87، 2012–13 | 1947–48، 1950–51، 2006–07، 2023–24 |
| الأولمبي الباجي               | 3     | 2      | 5       | 1992–93، 2009–10، 2022–23 | 1994–95، 1997–98 |
| الملعب الغولي                 | 3     | 0      | 3       | 1924–25، 1926–27، 1936–37 | |
| راسينغ كلوب                   | 2     | 0      | 2       | 1923–24، 1931–32 | — |
| نادي سبورتينغ تونس            | 2     | 0      | 2       | 1925–26، 1937–38 | — |
| الاتحاد الرياضي المنستيري     | 1     | 1      | 2       | 2019–20 | 2008–09 |
| نادي الطليعة                  | 1     | 0      | 1       | 1922–23 | — |
| نادي إيطاليا تونس             | 1     | 0      | 1       | 1935–36 | — |
| الملعب الأفريقي بمنزل بورقيبة | 1     | 0      | 1       | 1941–42 | — |
| نادي أولمبيك تونس             | 1     | 0      | 1       | 1944–45 | — |
| النادي الوطني ببنزرت          | 1     | 0      | 1       | 1945–46 | — |
| النادي الأولمبي للنقل         | 1     | 0      | 1       | 1987–88 | — |
| الترجي الرياضي الجرجيسي       | 1     | 0      | 1       | 2004–05 | — |
| نادي سكك الحديد الصفاقسي      | 0     | 3      | 3       | — | 1954–55، 1967–68، 1978–79 |
| الملعب السوسي                 | 0     | 1      | 1       | — | 1961–62 |
| مكارم المهدية                 | 0     | 1      | 1       | — | 1974–75 |
| الشبيبة الرياضية القيروانية   | 0     | 1      | 1       | — | 1995–96 |
| الاتحاد الرياضي ببنقردان      | 0     | 1      | 1       | — | 2016–17 |

- أي أن النادي لم يعد له وجود.

## أنظر أيضا
- قائمة المدربين الفائزين بكأس تونس

## روابط خارجية
- كأس تونس على موقع مؤسسة إحصاءات وثيقة لرياضة كرة القدم.